# Алудра

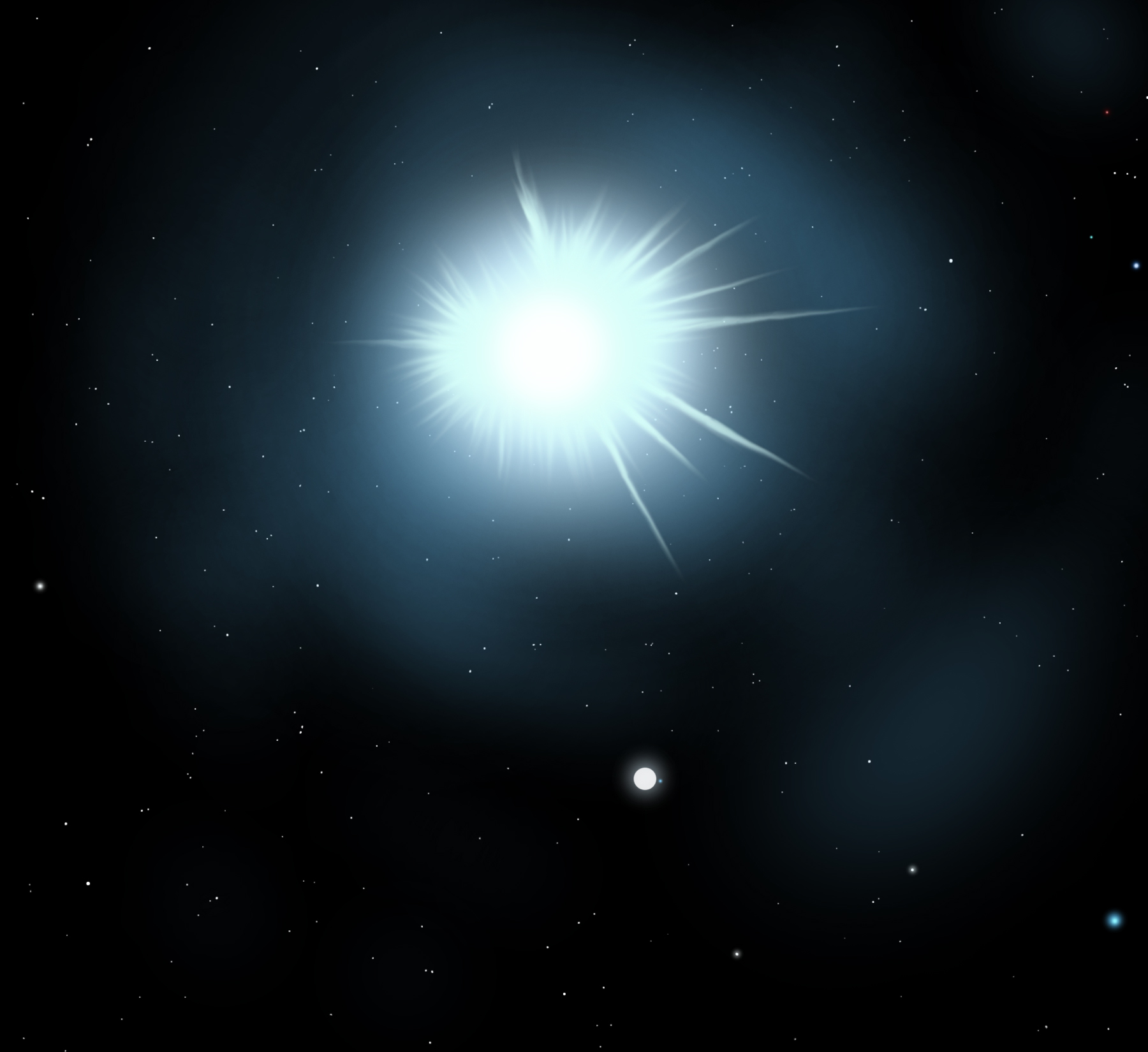
Алудра, блакитний надгігант

Алудра (Ета Великого Пса, η CMa, η Canis Majoris) — це зоря-блакитний надгігант у сузір'ї Великого Пса. З 1943 року її спектр застосовується як одна зі стабільних якірних точок для спектральної класифікації інших зір.

## Походження назви та інші історичні назви
Назва Алудра походить від араб. عذرا (аль-адра — «діва»). Ця зоря, а також Адара (ε CMa), Везен (δ CMa) та Таніх аль Адзарі (ο2 CMa) разом називались Аль Адара (ألعذاري), «Діви».
кит.: 弧矢 (Hú Shǐ, «Лук та Стріла») є назвою астеризму, який складається з η CMa, δ CMa, HD 63032, HD 65456, ο Корми, k Корми, ε CMa, κ CMa та π Корми. Відповідно, сама η CMa відома як 弧矢二 (Hú Shǐ èr, Друга зоря Лука та Стріли)

## Характеристики
Алудра є яскравою зорею на нічному небі Землі попри велику відстань до неї, та є блакитно-білим надгігантом спектрального класу B5Ia. За фізичними характеристиками зоря вважається схожою на Денеб, але як і з багатьма далекими яскравими надгігантами, єдиної думки щодо її фізичних характеристик не має. За одними розрахунками, зоря має світність 176 000 сонячних та діаметр у 80 разів більший за сонячний. Холе та колеги з використанням даних про паралакс, міжзоряне поглинання та аналіз спектру, отримали масу зорі на рівні 19,19 сонячних та світність на рівні 105 442 сонячних. Зоря є молодою за віком, але через свою масивність вже здолала значну частину свого еволюційного шляху. Вона досі розширюється і може стати червоним надгігантом або вже минула цю стадію. У будь-якому випадку протягом наступних декількох мільйонів років вона спалахне як наднова.
Алудра, разом із Везеном, належить до розсіяного скупчення Коліндер 121, центр якого лежить поблизу зорі ο Великого Пса.
Зоря є змінною типу α Лебедя, її яскравість змінюється від +2,38 до +2,48 видимих зоряних величин з періодом 4,7 доби